# Javrezac
Javrezac – miejscowość i gmina we Francji, w regionie Nowa Akwitania, w departamencie Charente.
Według danych na rok 1990 gminę zamieszkiwało 666 osób, a gęstość zaludnienia wynosiła 182 osób/km² (wśród 1467 gmin regionu Poitou-Charentes Javrezac plasuje się na 452. miejscu pod względem liczby ludności, natomiast pod względem powierzchni na miejscu 1116.).